# Ле Виган, Робер
Робе́р Ле Вига́н (фр. Robert Le Vigan, 7 января 1900 — 12 октября 1972) — французский актёр.

## Биография
Настоящее имя актёра — Робер-Шарль-Александр Кокийо (фр. Robert-Charles-Alexandre Coquillaud). Родился в Париже. Между 1931 и 1943 годами сыграл в более чем 60 фильмах, почти исключительно в небольших или второстепенных ролях. Как пишет киновед Жинетт Венсендо, Ле Виган был «блестящим, экстравагантным актёром», который «специализировался на подозрительных / пользующихся дурной славой, угрожающих или диаболических персонажах» (англ. specialised in louche, menacing or diabolical characters).
Во время немецкой оккупации Франции во время Второй мировой войны сотрудничал с нацистами и открыто выражал фашистские взгляды.
Во время съёмок в роли Жерико в кинофильме «Дети райка» (фр.  Les Enfants du Paradis) — фильме, который был намеренно выпущен в прокат в мае 1945 года, вскоре после освобождения Европы, — исчез и был заменён на Пьера Ренуара. В 1946 году был приговорён к 10 годам принудительного труда. После трёх лет работы в исправительном лагере был условно-досрочно освобождён под подписку. Бежал и укрылся от правосудия во Франкистской Испании, оттуда перебрался в Аргентину, где и умер в нищете 12 октября 1972 года в городе Тандиль.
С середины 1930-х годов был близким другом писателя Луи-Фердинанда Селина, сопровождал его и его жену в эвакуации в Германии. Выведен под собственным именем в биографической трилогии Селина («Из замка в замок», «Север», «Ригодон»).

## Избранная фильмография
- Туннель (фр. Le Tunnel) (1933) — Брус
- Мадам Бовари (фр. Madame Bovary) (1933) — Лерье, торговец тканями
- Батальон иностранного легиона (фр. La Bandera) (1935) — Фернандо Лукас
- Голгофа (фр. Golgotha) (1935) — Иисус Христос
- На дне (фр. Les bas-fonds) (1936) — Актёр
- Крепость тишины (фр. La Citadelle du silence) (1937) — Гранов
- Возрождение (фр. Regain) (1937) — бригадир
- Набережная туманов (фр. Le Quai des brumes) (1938) — художник Мишель
- Буря в Азии (фр. Tempête sur l’Asie) (1938) — сэр Ричард
- Последний поворот (фр. Le Dernier Tournant) (1939) — кузен-шантажист
- Луиза (фр. Louise) (1939) — Гастон, художник, друг Жюльена
- Жирный телёнок (фр. Le Veau gras) (1939) — Груссгольт
- Убийство Деда Мороза (фр. L'Assassinat du père Noël) (1941) — Леон Виллард
- Орхидея (исп. La orquídea) (Аргентина, 1951)